# Asociación Mexicana de Debate
La Asociación Mexicana de Debate (AMD) es una organización que busca regular el debate competitivo en México, formado por alumnos, exalumnos y entrenadores de debate con experiencia en las competiciones de debate más importantes en el mundo, como el [[World Universities Debating Championship]] (Campeonato Mundial Universitario de Debate), el  Campeonato Mundial Universitario de Debate en Español y el World Schools Debating Championship (Campeonato Mundial de Debate Escolar). El máximo torneo organizado por la AMD es el Campeonato Nacional de Debate (CND) que actualmente lleva cinco ediciones.
Su actual presidente de operaciones es Sergio Luna. La AMD tiene por objetivo difundir el debate en todo México.

## Historia
AMD se convirtió en la primera organización que agrupa a representantes de todas las universidades en México que practican debate parlamentario británico. En ausencia de torneos interuniversitarios de debate en México, los tres primeros equipos (Tecnológico de Monterrey Campus Estado de México y Campus Santa Fe, y el Instituto Tecnológico Autónomo de México) solían competir únicamente en el Campeonato Mundial en Inglés y en Español, así como dos torneos que se organizaron durante los primeros años (2011-2013). Durante el Mundial en España 2013 (celebrado en Madrid), un equipo de la Universidad Iberoamericana Campus León se convirtió en el primero fuera de la Zona Metropolitana del Valle de México en participar en un Campeonato Mundial, uniéndose ese año a la delegación del ITESM CEM.
Tiempo después, más equipos se iniciaron en México, sobre todo después de que el equipo del Tec de Monterrey Campus Estado de México fue sede del Campeonato Mundial de Debate en Español 2014. Para la edición del 2015, en Colombia, México ya tenía la delegación más grande compitiendo en el campeonato y la clasificación nacional 2015 incluyó a más de 20 instituciones.
En 2015, se formó la Asociación Mexicana de Debate para patrocinar torneos a nivel nacional, los primeros son los dos Campeonatos nacionales: En español, el Campeonato Nacional de Debate (CND) y en Inglés, el Mexican Universities Debating Championship (MUDC), así como una Liga Metropolitana Debate y tres torneos más en el Valle de México y Morelia. Ese mismo año, la Asociación organizó prácticas entre los equipos mexicanos que competirían en el WUDC Grecia 2016.
A principios del 2016, la Asociación anunció oficialmente sus planes para organizar el World Universities Debating Championship 2018, en la Ciudad de México, misma que les fue ratificada casi por unanimidad en abril, tras lo cual anunciaron su intención por organizar el torneo de debate más grande del mundo.
Días antes, el equipo del Tecnológico de Monterrey Campus Estado de México se había convertido en el primer equipo mexicano en ganar un torneo de debate parlamentario en el extranjero, al ganar el Campeonato Panamericano Universitario de Debate en Jamaica. 
El mismo 2016 la Asociación fundó la "Selección Nacional México-Banorte", con la que patrocinó a varios mexicanos para competir en WSDC Alemania 2016, el Nacional de Debate Escolar estadounidense y CMUDE Córdoba, donde la Universidad de Guadalajara logró el subcampeonato mundial universitario y el equipo Banorte el subcampeonato mundial de la Copa de Jueces.
En 2018 se llevó a cabo el Campeonato Nacional de Debate en el estado de Guanajuato. La etapa de clasificación tuvo como sede la Universidad Iberoamericana de León y las finales se llevaron a cabo en la Universidad de Guanajuato. En esta edición del CND participaron sociedades tan variadas como UdG, DebaTec Morelia, Sociedad de Debate Azteca, UNAM FES Cuautitlán, AHIMSA, OCCASIO AC, Universidad de Zacatecas, Tec León, Tec CEM, UDLAP ente otros.
Torneos
La AMD a nivel nacional e internacional sanciona varios torneos oficiales de campeonato, incluyendo:
- Campeonato Nacional de Debate (Nacional en español)
- Mexican Universities Debating Championship (Nacional en Inglés)
- World Universities Debating Championship (con otras organizaciones nacionales debate)
- Campeonato Mundial Universitario de Debate en Español (con otras organizaciones nacionales debate)

El Campeonato Nacional también incluye un concurso público de habla y un torneo "Másters", abierto a los jueces y el equipo de adjudicación, así como premios para novatos. El torneo Másters se puede hacer en un formato de distinto.
Todas estas universidades utilizan el formato de debate parlamentario británico. La AMD también ha patrocinado torneos como el del Tec de Monterrey Campus Estado de México, Campus Santa Fe y el de Campus Morelia; así como una Liga de Debate Metropolitana, disputada por los equipos de la Ciudad de México y la zona metropolitana, que implica varios equipos de cada sociedad de debate, debatiendo uno contra el otro cada semana, con la cantidad de victorias por duelo que determinan el campeonato, seguido de “victorias” y "puntos de debate".
Además, la AMD tiene una clasificación Nacional que corona el campeón nacional universitario.

## Liga Mexicana de Debate
La Asociación Mexicana de Debate ampara varios torneos cada año, que acaban coronados a nivel nacional con el CND y a nivel internacional con el CMUDE. Estos torneos son lo que se conocen como la Liga Mexicana de Debate en formato Parlamentario Británico. No todos los torneos son anuales por complicaciones técnicas, pero algunos de ellos son:
- Liga del Bajío
- Torneo Metropolitano del Valle de México
- Copa UNAM FES
- Copa ITAM
- Copa Leones
- Torneo Interuniversitario de Invierno de Debate
- TIDESAF
- TEDI
- Torneo Abierto de Debate Occasio (TADO)

En 2018 la AMD amparó también el congreso internacional "Días de Debate" organizado por Red Sin Fronteras Patagonia y traído a México por OCCASIO Comunicación A.C. La AMD otorgó diez becas a debatientes de todo el país que demostraron tener interés en replicar el debate en sus comunidades y crear un impacto.
En el marco de Días de Debate, cuya sede fue el Tecnológico de Monterrey Campus Guadalajara, se contó con la presencia de distinguidos pedagogos del mundo hispanoamericano del debate como: Miguel Reyes Almarza (Chile), Astrid Iturriaga (Venezuela), Ana María Díez de Fex (Colombia), Gonzalo (España), Valeria Hernández (México) y David Alatorre (México) entre otros.

## Campeones Nacionales por Equipo
| Año  | Campeones                                | Subcampeón                      | Tercer Sitio                             |
| ---- | ---------------------------------------- | ------------------------------- | ---------------------------------------- |
| 2016 | Tec de Monterrey Campus Estado de México | ITAM                            | Tec de Monterrey Campus Guadalajara      |
| 2015 | ITAM                                     | Tec de Monterrey Campus Morelia | Tec de Monterrey Campus Estado de México |

## Campeonato Nacional de Debate (Español)
| Año  | Anfitrión                                       | Campeones                                       | Equipo                                           | Finalistas                                                                                                   | Mejor debatiente           | Equipo                           | Campeón de Discursos       | Equipo                                           |
| ---- | ----------------------------------------------- | ----------------------------------------------- | ------------------------------------------------ | --- | -------------------------- | -------------------------------- | -------------------------- | ------------------------------------------------ |
| 2024 | Universidad Autónoma de Querétaro               | Manolo Vázquez y Mauricio San Román             | Tec de Monterrey Campus Estado de México         | Universidad Virtual del Estado de Guanajuato, Tec de Monterrey Campus Estado de México (x3)                  | Manolo Vazquez             | Tec CEM                          | Abril Mariqueo             | Universidad de Guanajuato                        |
| 2023 | Tec de Monterrey Campus Puebla                  | Daniel Mimila y Ricardo Iren                    | Universidad Nacional Autónoma de México          | Universidad Nacional Autónoma de México, Universidad de Guanajuato, Tec de Monterrey Campus Estado de México | Benjamin Vigueras          | Tec CEM                          | Oscar García               | UMNSH                                            |
| 2022 | Tec de Monterrey Campus Toluca                  | Samantha Rivadeneira y Mariana Sandoval         | Tecnológico de Monterrey Campus Estado de México | Tec de Monterrey Campus Estado de México (x3), UdeG                                                          | Benjamín Vigueras          | Tec CEM                          | Liliana González           | Tec CEM                                          |
| 2021 | ITAM                                            | Ilhuicatl Bravo y Andrea Rincón                 | ITAM                                             | Aura (UNAM), Tec de Monterrey Campus Estado de México (x2), ITAM                                             | Andrea Rincón              | ITAM                             |                            |                                                  |
| 2020 | Asociación Mexicana de Debate                   | Alicia Robles y Eduardo Rodríguez               | Escuela Libre de Derecho                         | ITAM (x2), Tec de Monterrey Campus Estado de México                                                          | Andrea Rincón              | ITAM                             | David Camaño               | ITAM                                             |
| 2019 | UNAM - ITAM                                     | Tonatiuh Bravo y Francisco Salazar              | Universidad de Guadalajara                       | Ibero León, Universidad de Guadalajara, Ibero CDMX                                                           | Rubén Sánchez              | Tec CEM                          | Beatriz Ramírez            | UdeG                                             |
| 2018 | Iberoamericana León y Universidad de Guanajuato | Rubén Sánchez y Salma Infante                   | Tecnológico de Monterrey Campus Estado de México | Universidad de Guadalajara (x2), Tec de Monterrey Campus Guadalajara                                         | Alberto Gutiérrez González | Universidad de Guadalajara       | Alonso Loya                | Ibero León                                       |
| 2017 | Tecnológico de Monterrey Campus Morelia         | Teresa Ruiz Rivera y Tito Samuel Ortiz Valencia | ITAM                                             | Universidad de Guadalajara (x2), Occasio Comunicación A.C.                                                   | Tito Samuel Ortiz Valencia | ITAM                             | David Alatorre             | Tecnológico de Monterrey Campus Estado de México |
| 2016 | Universidad de Guadalajara                      | Melisa Mendoza y David García Acosta            | Tec de Monterrey Campus Guadalajara              | Tec de Monterrey Campus Estado de México, Universidad de Guadalajara CUCEA y UNAM                            | Julio César Aguilar        | Universidad de Guadalajara CUCEA | José Luis Burgos           | UNAM                                             |
| 2015 | Tec de Monterrey Campus Estado de México        | Carlos Ortega & Sebastián Alatorre              | ITAM                                             | Tec de Monterrey Campus Morelia, ITAM (x2)                                                                   | María Ballesteros          | ITAM                             | Diego Javier Carreño López | Universidad Autónoma Benito Juárez de Oaxaca     |

## Campeonato Nacional Másters (En el marco del CND)
| Año  | Anfitrión                                       | Campeones                             | Subcampeón                                                                                           |
| ---- | ----------------------------------------------- | ------------------------------------- | --- |
| 2019 | UNAM - ITAM                                     | Whitney Rubalcava e Itzel Gaona       | |
| 2018 | Iberoamericana León y Universidad de Guanajuato | Carlos Ortega y David Alatorre        | |
| 2017 | Tecnológico de Monterrey Campus Morelia         | David Alatorre y Guillermo Tamayo     | |
| 2016 | Universidad de Guadalajara                      | Carlos Suro y Tomás Guerrero          | Ricardo Acosta y Valeria Hernández, David Alatorre y Jorge Mayorga, Arturo Heyer y Andrés Villanueva |
| 2015 | Tec de Monterrey Campus Estado de México        | Cristina Carrasco & Alberto Gutiérrez | David Alatorre López y Guillermo Tamayo Romero                                                       |

## Campeonato Nacional de Debate, Novatos (Español)
| Año  | Anfitrión                                       | Campeones                           | Equipo                       | Mejor debatiente  | Equipo                                   |
| ---- | ----------------------------------------------- | ----------------------------------- | ---------------------------- | ----------------- | ---------------------------------------- |
| 2018 | Iberoamericana León y Universidad de Guanajuato | Víctor González y Demetro Rodríguez | Universidad de Guadalajara   | Marcela Gómez     | UDLAP                                    |
| 2017 | Tecnológico de Monterrey Campus Morelia         | Universidad Iberoamericana León     | Gemma Guerrero y Alonso Loya |                   |                                          |
| 2016 | Universidad de Guadalajara                      | Diego Delmar y Emilia Valverde      | UNAM                         | Alejandra Sánchez | Tec de Monterrey Campus Estado de México |

## Mexican Univeristies Debating Campionship (Nacional en inglés)
| Año  | Anfitrión                                    | Campeones                               | Equipo                           | Finalistas                                          | Mejor debatiente | Equipo                           | Campeón de Discursos    | Equipo                                   |
| ---- | -------------------------------------------- | --------------------------------------- | -------------------------------- | --------------------------------------------------- | ---------------- | -------------------------------- | ----------------------- | ---------------------------------------- |
| 2016 | Occasio Comunicación A.C. (Tequila (Jalisco) |                                         |                                  |                                                     |                  |                                  |                         |                                          |
| 2015 | Tec de Monterrey Campus Estado de México     | Nicholas Ferezin & Montserrat Legorreta | Tec de Monterrey Campus Santa Fe | Tec de Monterrey Campus Estado de México (x2), ITAM | Nicholas Ferezin | Tec de Monterrey Campus Santa Fe | Guillermo Tamayo Romero | Tec de Monterrey Campus Estado de México |

## Campeonato Nacional Masters (inglés)
| Año  | Anfitrión                                | Campeones                                    | Subcampeón                                                |
| ---- | ---------------------------------------- | -------------------------------------------- | --------------------------------------------------------- |
| 2016 | Tequila (Jalisco)                        |                                              |                                                           |
| 2015 | Tec de Monterrey Campus Estado de México | Mark Webber, Adrián Tame y Alejandra Sánchez | David Alatorre López, Rodolfo Flores Méndez y César Rivas |

## Liga Metropolitana de Debate del Valle de México
| Año  | Campeones                   | Universidad     | Finalistas                                        | Semifinalistas                                                                                | Campeón Másters                     | Mejor Orador |
| ---- | --------------------------- | --------------- | ------------------------------------------------- | --------------------------------------------------------------------------------------------- | ----------------------------------- | ------------ |
| 2018 | Edith Valdez y Montse Pérez | Tec Guadalajara | ELD, Tec CEM, Tec Guadalajara, Cornell University | ELD, Tec CEM, Tec Guadalajara, Cornell University, ITAM, UNAM CU, Universidad de Guadalajara. | Valeria Hernández y Mariana Morales | Isolda Vela  |
| 2015 |                             | Tec CEM         | ITAM, ELD                                         |                                                                                               |                                     |              |

## Relacionado
- : Cambridge Union Society
- : Oxford Union
- Campeonato Mundial Universitario de Debate en Español